# Csemer Géza
Csemer Géza (Szeged, 1944. július 18. – Budapest, 2012. január 16.) cigány származású író, forgatókönyvíró, színházi rendező.

## Életpályája
A szegedi József Attila Tudományegyetem Bölcsészettudományi Karán szerzett diplomát. 1967–1985 között az Operaház segédrendezője, 1970-től az ORI és a Magyar Média műsorait állította színpadra. 1973-ban Hej, cigányok címmel folklór-összeállítást készített, cigány-klubokat vezetett. 1994–1997 között a Napház alapító igazgatója volt. A Reneszánsz Roma Műhely Alapítvány és ennek keretén belül működő Cigány Színházi Társulás elnöke és rendezője volt. Katolikus vallásához, nemzeti-konzervatív értékrendjéhez egész életében hűséges volt. 

## Elismerések
- Budapestért díj (1996)[1]
- Magyar Köztársasági Ezüst Érdemkereszt (1999)
- Belváros díszpolgára (2006)

## Színházi közreműködései
- A bestia (szerző) A zeneszerző: Szakcsi Lakatos Béla. A darabot 1988-ban mutatta be a Rock Színház, a Szegedi Szabadtéri Játékokon.
- A cigányprimadonna (rendező, író)
- Cigánykerék (rendező)
- Csulánó, a vitéz cigány (rendező, író)
- Zöldmezőszárnya (színész)

## Filmes forgatókönyvei
- Devictus vincit – Mindszenty hercegprímás élete
- Az eltört tányér
- Listi László, a vérgróf
- Cigány Dallas (2004)

## Rádiójátékok
- Forintos doktor (1982)
- Eltörött a hegedűm (1982)
- Bihari (1982)
- Rácz Laci
- A-Roma (2006)
- Dallas Pashamende (2004)

## Kiadott művei
- Habiszti. Cigányok élete – étele. Almanach; szerzői, Bp., 1994
- Rajkó (Jubileumi évkönyv 1952–1997); szerkesztő, magánkiadás, Budapest, 1997
- Csemer Géza–Korpádi Péter: Cigány ételeskönyv. Leírások ételekről, étkezési szokásokról; fotó Patyi Árpád; PolgART, Bp., 1999
- Szögény Dankó Pista: álomregény; 2001
- Digesztor: kisregény; Reneszánsz Roma Műhely Alapítvány, Bp., 2001
- Löffler-bolt, az a régi szép…: piszkozat, regény; Bába Kiadó és Reneszánsz Roma Műhely Alapítvány, Szeged, 2001
- A legfinomabb cigány ételek. A Kárpát-medencében élő romák ételei, főzési szokásai, kultúrája; receptúrák, ételek Korpádi Péter, fotó Patyi Árpád; Fantastico Moda, Bp., 2003
- Czinka Panna: avagy a nagy kerti ünnep zűrzavaros előzményei, avagy a Rákóczi-induló; Piros karaván: cigányélet és vízió két részben, avagy a cigányság gyötrelmei, és egyéb színpadi művek; Reneszánsz Roma Műhely Alapítvány, 2004
- Cigányok főztje: Aranyoldalak a magyar művelődéstörténethez; Bába Kiadó, Szeged, 2007

## Színművei
- Párbeszédek Villonból (1976)
- Cigánykerék[2] (Szakcsi Lakatos Bélával közösen, musical, 1984)
- Eltörött a hegedűm – Dankó Pista (1993)
- Czinka Panna (1996)

## Emlékezete

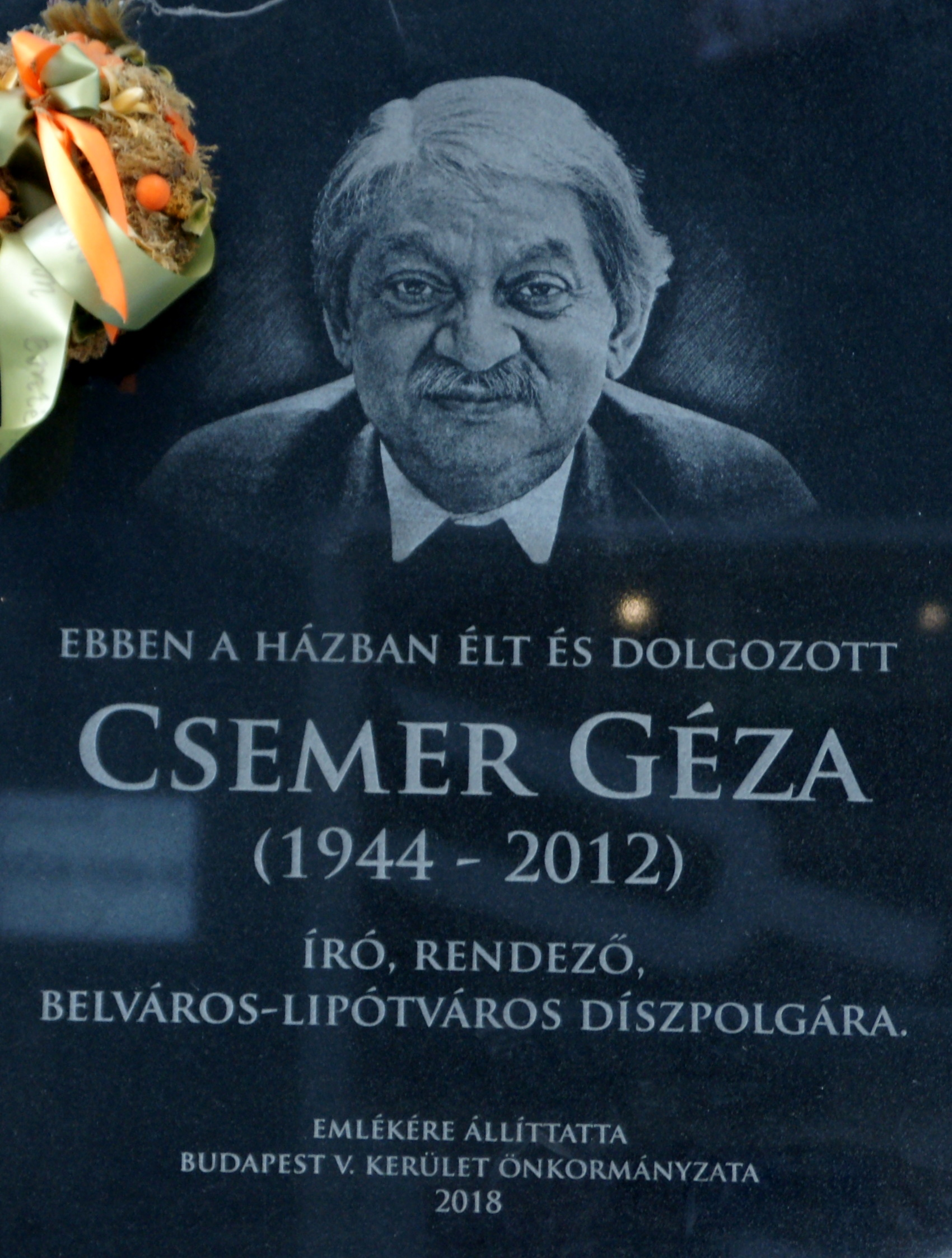
Csemer Géza emléktáblája Budapest V. kerületében, a Haris köz 3 falán található. 2018-ban állíttatta Budapest V. Kerület Önkormányzata.

Csemer Géza fekete gránit, kb.45X65 cm-es emléktáblája Budapest V. kerületében, a Haris köz 3 falán található. 2018-ban állíttatta Budapest V. Kerület Önkormányzata.